# Стадион Нандор Хидегкути (1947)
Стадион Нандор Хидегкути (1947) (мађ. Hidegkuti Nándor Stadion (1947)), је био вишенаменски стадион у Будимпешти, Мађарска.
Оригинални стадион је изграђен  1912. године и био је домаћин је будимпештанског фудбалског прволигаша МТК. Своје ново име је добио 2002. године, по фудбалској легенди Мађарске и МТК, члану незаборавне мађарске фудбалске репрезентације познате под именом Лака коњица, Нандору Хидегкутију.
Капацитет стадиона је био 12.700 места, 5.700 за седење, од тога је 1.500 седишта покривено, и 2.000 места за стајање. По УЕФА стандардима, капацитет стадиона је био 5.700 места.
Оригинално стадион је био саграђен под именом Стадион МТК и Хунгарија керут (Hungária körút) и примао је до 40.000 гледалаца. После 1945. овај стадион је напуштен, пошто је цела инфраструктура уништена приликом бомбардовања Будимпеште у Другом светском рату и саграђен је нови стадион.
Прва званична утакмица на стадиону је одиграна 31. марта 1912. године, када су се састали МТК и ФК Ференцварош, резултат је био 1 : 0 за МТК.
Стадион је реновиран 1947. године и служио је као дом за фудбалски клуб МТК Будимпешта до 2014. године. Стадион је 2015. срушен, а потпуно нова арена изграђена је између 2015-16, под називом Стадион Нандор Хидегкути.

## Историја

### Изградња
Током Другог светског рата првобитни МТК стадион је оштећен, па је морао да се изгради нови стадион. Између 1945. и 1947. године, МТК је своје домаће утакмице играо на стадионима својих ривала, а то су Ференцварош и Ујпешта. Године 1953. изграђена је бетонска ивица око стазе за трчање.

### Рушење
Дана 6. новембра 2014. године, почело је рушење стадиона. Прво је деинсталиран систем рефлектора, а затим су уклоњена и седишта.
У мају 2015. почело је рушење главне трибине.

## Важније утакмице
| ФК МТК | 1 : 0    | ФК Ференцварош |
| ------ | -------- | -------------- |
| Гол    | Извештај |                |

| ФК МТК                 | 2 : 0    | ФК Ракоци Капошвар |
| ---------------------- | -------- | ------------------ |
| Барнабаш Беше 34’, 43’ | Извештај |                    |

## Слике
- Срушен стадион 2014.
- Срушен стадион 2014.
- Срушен стадион 2014.